# Sistierung (Polizeirecht)
Eine Sistierung (lat.: sistere: hinstellen, stehen bleiben, altdeutsch: zum Stillstand bringen, festnehmen) ist eine Freiheitsentziehung einer Person durch die Polizei zum Zweck der Ermittlung der Personalien (Identitätsfeststellung). 
In Deutschland besteht für die Polizei mit einer Sistierung die Möglichkeit, eine Person, deren Identität nach geltenden Eingriffsermächtigungen festgestellt werden soll, mit zur Dienststelle (Polizeiwache) zu nehmen, um dort deren Personalien festzustellen.

## Deutschland
Die Befugnis der Polizei für eine Freiheitsbeschränkung, also das Festhalten und Verbringen einer Person, zur Personenkontrolle ist in Deutschland geltendes Recht. Generell können Personenkontrollen – müssen aber nicht – vor Ort durchgeführt werden. Eine Mitnahme zu einer Dienststelle (Sistierung) benötigt keine richterliche Anordnung, solange sie sich in einem Zeitrahmen von etwa drei Stunden (Freiheitsbeschränkung) bewegt.
Die Voraussetzung für eine Sistierung ist, dass die Identität „auf andere Weise nicht oder nur unter erheblichen Schwierigkeiten festgestellt werden“ kann und daher eine Sistierung die zweckmäßigste Maßnahme ist. Rechtsgrundlagen sind unter anderem:
- § 163b StPO für repressive Zwecke (Straf-/Ordnungswidrigkeitenverfahren), u. U. auch Zeugen oder
- Befugnisse zur Gefahrenabwehr aus dem Polizeirecht
- Polizeirecht je nach Vollzugsbehörde
  - Länderpolizei: einschlägige Norm am Ereignisort
  - Bundespolizei: § 23 Bundespolizeigesetz zur Prävention oder zum Schutz privater Rechte

(beachte Doppelfunktionale Maßnahme)
Ob die Sistierung eine Freiheitsbeschränkung oder Freiheitsentziehung ist, kommt meist auf die Dauer an, so kann bei einer Gesamtdauer von einer Stunde von einer Beschränkung gesprochen werden. Die Sistierung stellt in den meisten Fällen eine freiheitsentziehende Maßnahme dar, für die die Rechtsgarantien aus dem Art. 104 Grundgesetz gelten.